# Spinosiraceae
Famille
Les Spinosiraceae sont une famille d'algues de l'embranchement des Bacillariophyta (Diatomées), de la classe des Coscinodiscophyceae et de l’ordre des Melosirales.

## Étymologie
Le nom de la famille vient du genre type Spinosira, composé du préfixe latin spino‑, épine, et du suffixe ‑sir, « corde ; chaine », littéralement « chaine épineuse ».

## Liste des genres
Selon AlgaeBase (22 juillet 2022) :
- Hyalodiscopsis T.F.Kozyrenko & T.V.Lastivka, 1992
- Spinosira T.F.Kozyrenko & I.V.Makarova, 1997

## Systématique
La famille des Spinosiraceae a été créée en 1997 par les phycologues russes Tatiana Fedorovna Kozyrenko (d) (1932-) et Iraida Viktorovna Makarova (d) (1929–1999).
Le basionyme de l'espèce Spinosira dentata (Korotkevich) Kozyrenko & Makarova 1997 était Hyalodiscus dentatus Korotkevich 1964, Hyalodiscus étant le  genre type d'une famille proche : les Hyalodiscaceae. Or, selon AlgaeBase (22 juillet 2022), Hyalodiscus dentatus et  Spinosira dentata sont actuellement (en 2022) considérés comme des synonymes. Ceci est un exemple des ambiguïtés de la nomenclature botanique : deux espèces synonymes appartenant à deux familles différentes. De fait, les Spinosiraceae contiennent également le genre Hyalodiscopsis, de Hyalodiscus, et ‑opsis, littéralement « qui a l'aspect d'un Hyalodiscus ».    

## Publication originale
- (ru) Kozyrenko, T.F. & Makarova, I.V. (1997). [New taxa of centric diatoms (Bacillariophyta)]. Botanicheskii Zhurnal, vol. 82, p. 114-118, 3 pls.